# الرماية في الألعاب الأولمبية الصيفية 2016 – الطبق الطائر للسيدات
أقيم حدث الطبق الطائر للسيدات في الألعاب الأولمبية الصيفية 2016 في 12 أغسطس 2016 في المركز الوطني للرماية.

## نظام المنافسة
تكوَّن الحدث من ثلاث جولات: جولة التصفيات، ونصف النهائي، والنهائي. في جولة التصفيات، أطلقت كل رامية 3 مجموعات من 25 طلقة وفقًا لترتيب رماية الصيد.
تأهلت أفضل 6 راميات من جولة التصفيات إلى جولة نصف النهائي، حيث أطلقن جولة إضافية من 16 طلقة. وتُكسر التعادلات باستخدام رمية حاسمة؛ حيث تُطلق الطلقات الإضافية واحدة تلو الأخرى حتى يُزال التعادل.

## الأرقام القياسية
قبل هذه المسابقة، كانت الأرقام القياسية العالمية والأولمبية كما يلي.
| سجلات التصفيات         | سجلات التصفيات                                                                   | سجلات التصفيات | سجلات التصفيات                                  | سجلات التصفيات                         |
| ---------------------- | -------------------------------------------------------------------------------- | -------------- | ----------------------------------------------- | -------------------------------------- |
| الرقم القياسي العالمي  | ديانا باكوسي (ITA) أليكساندرا جارمولينسكا [الإنجليزية] (POL) كيارا كاينيرو (ITA) | 75             | باكو, أذربيجان قابالا, أذربيجان لوناتو, إيطاليا | 20 يونيو 2015 8 أغسطس 2015 9 July 2016 |
| الرقم القياسي الأولمبي | ISSF Rule changed on 1 يناير 2013                                                | —              | —                                               | —                                      |

## النتائج

### جولة التصفيات
| الترتيب | الرياضية                            | الدولة           | 1  | 2  | 3  | فاصل التعادل | المجموع | ملاحظات |
| ------- | ----------------------------------- | ---------------- | -- | -- | -- | ------------ | ------- | ------- |
| 1       | وي مينغ [الإنجليزية]                | الصين            | 23 | 25 | 25 |              | 73      | Q, ر.أ  |
| 2       | كيم رود                             | الولايات المتحدة | 23 | 25 | 24 |              | 72      | Q       |
| 3       | ديانا باكوسي                        | إيطاليا          | 25 | 23 | 24 |              | 72      | Q       |
| 4       | كيارا كاينيرو                       | إيطاليا          | 24 | 22 | 24 |              | 70      | Q       |
| 5       | أمبير هيل                           | بريطانيا العظمى  | 23 | 24 | 23 |              | 70      | Q       |
| 6       | مورغان كرافت                        | الولايات المتحدة | 24 | 24 | 21 | +2           | 69      | Q       |
| 7       | ألبينا شاكيروفا [الإنجليزية]        | روسيا            | 21 | 23 | 25 | +1           | 69      |         |
| 8       | ميليسا جيل [الإنجليزية]             | الأرجنتين        | 23 | 21 | 25 | +1           | 69      |         |
| 9       | وي نينغ [الإنجليزية]                | الصين            | 24 | 20 | 24 |              | 68      |         |
| 10      | سوتيا جيوتشالوميت [الإنجليزية]      | تايلاند          | 23 | 22 | 23 |              | 68      |         |
| 11      | كريستين فينزيل                      | ألمانيا          | 22 | 24 | 22 |              | 68      |         |
| 12      | أليكساندرا جارمولينسكا [الإنجليزية] | بولندا           | 23 | 23 | 22 |              | 68      |         |
| 13      | كلوي تيبل [الإنجليزية]              | نيوزيلندا        | 21 | 23 | 23 |              | 67      |         |
| 14      | إلينا ألين                          | بريطانيا العظمى  | 23 | 18 | 23 |              | 64      |         |
| 15      | أندري الييفثريو [الإنجليزية]        | قبرص             | 21 | 21 | 22 |              | 64      |         |
| 16      | دانكا بارتكوفا [الإنجليزية]         | سلوفاكيا         | 22 | 20 | 22 |              | 64      |         |
| 17      | أيسلين جونز [الإنجليزية]            | أستراليا         | 21 | 20 | 22 |              | 63      |         |
| 18      | ناوكو ايشيهارا                      | اليابان          | 18 | 20 | 24 |              | 62      |         |
| 19      | فرانسيسكا كروفيتو                   | تشيلي            | 21 | 22 | 19 |              | 62      |         |
| 20      | ليبوشي ياهودوفا [الإنجليزية]        | جمهورية التشيك   | 18 | 19 | 21 |              | 58      |         |
| 21      | دانييلا كارارو [الإنجليزية]         | البرازيل         | 19 | 19 | 20 |              | 58      |         |

### نصف النهائي
| الترتيب | الرياضية             | الدولة           | المجموع | فاصل التعادل | ملاحظات                    |
| ------- | -------------------- | ---------------- | ------- | ------------ | -------------------------- |
| 1       | كيارا كاينيرو        | إيطاليا          | 16      |              | مباراة الميدالية الذهبية   |
| 2       | ديانا باكوسي         | إيطاليا          | 15      |              | مباراة الميدالية الذهبية   |
| 3       | وي مينغ [الإنجليزية] | الصين            | 14      | +4           | مباراة الميدالية البرونزية |
| 4       | كيم رود              | الولايات المتحدة | 14      | +4           | مباراة الميدالية البرونزية |
| 5       | مورغان كرافت         | الولايات المتحدة | 14      | +3           |                            |
| 6       | أمبير هيل            | بريطانيا العظمى  | 13      |              |                            |

### النهائي (مباريات الميداليات)
| الترتيب | الرياضية             | الدولة           | المجموع | فاصل التعادل | ملاحظات |
| ------- | -------------------- | ---------------- | ------- | ------------ | ------- |
| الأول   | ديانا باكوسي         | إيطاليا          | 15      |              |         |
| الثاني  | كيارا كاينيرو        | إيطاليا          | 14      |              |         |
| الثالث  | كيم رود              | الولايات المتحدة | 15      | +7           |         |
| 4       | وي مينغ [الإنجليزية] | الصين            | 15      | +6           |         |